# Holoviska
Holoviska (248 m n. m.) je vrch v okrese Nymburk Středočeského kraje. Leží asi 1,5 km ssv. od vsi Sovenice na jejím katastrálním území.

## Geomorfologické zařazení
Geomorfologicky vrch náleží do celku Středolabská tabule, podcelku Mrlinská tabule, okrsku Rožďalovická tabule a podokrsku Křinecká tabule.